# Goede tijden, slechte tijden (seizoen 8)
Het achtste seizoen van Goede tijden, slechte tijden startte op 1 september 1997. Het seizoen werd elke werkdag uitgezonden op RTL 4. In april 2013 werd het volledige seizoen uitgebracht op dvd.

## Rolverdeling
Het achtste seizoen telde 195 afleveringen (aflevering 1346–1540)

### Aanvang
| Acteur             | Personage         | Afleveringen            |
| ------------------ | ----------------- | ----------------------- |
| Jette van der Meij | Laura Alberts     | 1346–1426 • 1470–1471   |
| Wilbert Gieske     | Robert Alberts    | Hele seizoen            |
| Babette van Veen   | Linda Dekker      | 1346–1405 • 1428–1435   |
| Ingeborg Wieten    | Suzanne Balk      | Hele seizoen            |
| Wim Zomer          | Daniël Daniël     | 1346–1450 • 1499–1540   |
| Bartho Braat       | Jef Alberts       | Hele seizoen            |
| Sabine Koning      | Anita Dendermonde | Hele seizoen            |
| Guusje Nederhorst  | Roos Alberts      | Hele seizoen            |
| Caroline De Bruijn | Janine Elschot    | Hele seizoen            |
| Jimmy Geduld       | Arthur Peters     | Hele seizoen            |
| Wik Jongsma        | Govert Harmsen    | 1346–1458 • 1500 • 1540 |
| Katja Schuurman    | Jessica Harmsen   | Hele seizoen            |
| Chris Jolles       | Dian Alberts      | Hele seizoen            |
| Ferri Somogyi      | Rik de Jong       | Hele seizoen            |
| Erik de Vogel      | Ludo Sanders      | Hele seizoen            |
| Angela Schijf      | Kim Verduyn       | 1346-1488 • 1515-1540   |
| Cas Jansen         | Julian Verduyn    | Hele seizoen            |
| Diana Sno          | Mathilde Carillo  | Hele seizoen            |
| Anja Winter        | Mira Brandts Buys | 1346–1475               |

### Nieuwe rollen
De rollen die in de loop van het seizoen werden geïntroduceerd als belangrijke personages
| Acteur           | Personage      | Afleveringen |
| ---------------- | -------------- | ------------ |
| Georgina Verbaan | Hedwig Harmsen | 1349–1540    |
| Tanja Jess       | Bowien Galema  | 1359–1540    |

### Terugkerende rollen
De rollen die in de loop van het seizoen terugkwamen na een tijd afwezigheid
| Acteur        | Personage    | Afleveringen |
| ------------- | ------------ | ------------ |
| Rick Engelkes | Simon Dekker | 1405-1435    |